# لاپاکل
لاپاکل (به انگلیسی: Lapachol) با فرمول شیمیایی C15H14O3 یک ترکیب شیمیایی با شناسه پاب‌کم 3884 است. که جرم مولی آن 242.27 می‌باشد. شکل ظاهری این ترکیب، بلورهای زرد است.